# بب باخویس
بب باخویس (هلندی: Beb Bakhuys; ۱۶ آوریل ۱۹۰۹ – ۷ ژوئیهٔ ۱۹۸۲) بازیکن فوتبال اهل هلند بود.

## باشگاهی
از باشگاه‌هایی که در آن بازی کرده‌است می‌توان به باشگاه فوتبال متز و باشگاه فوتبال فنلو اشاره کرد.

## تیم ملی
وی همچنین در تیم ملی فوتبال هلند بازی کرده‌است.